# 中華民國—約旦關係
中華民國與約旦哈希姆王國於1957—1977年有官方外交關係，斷交後，於對方首都互設具大使館功能的代表機構。兩國於人員代訓、教育、醫療、人道援助、經貿等各方面交流及合作在無邦交國中仍屬密切。

## 政治

### 外交

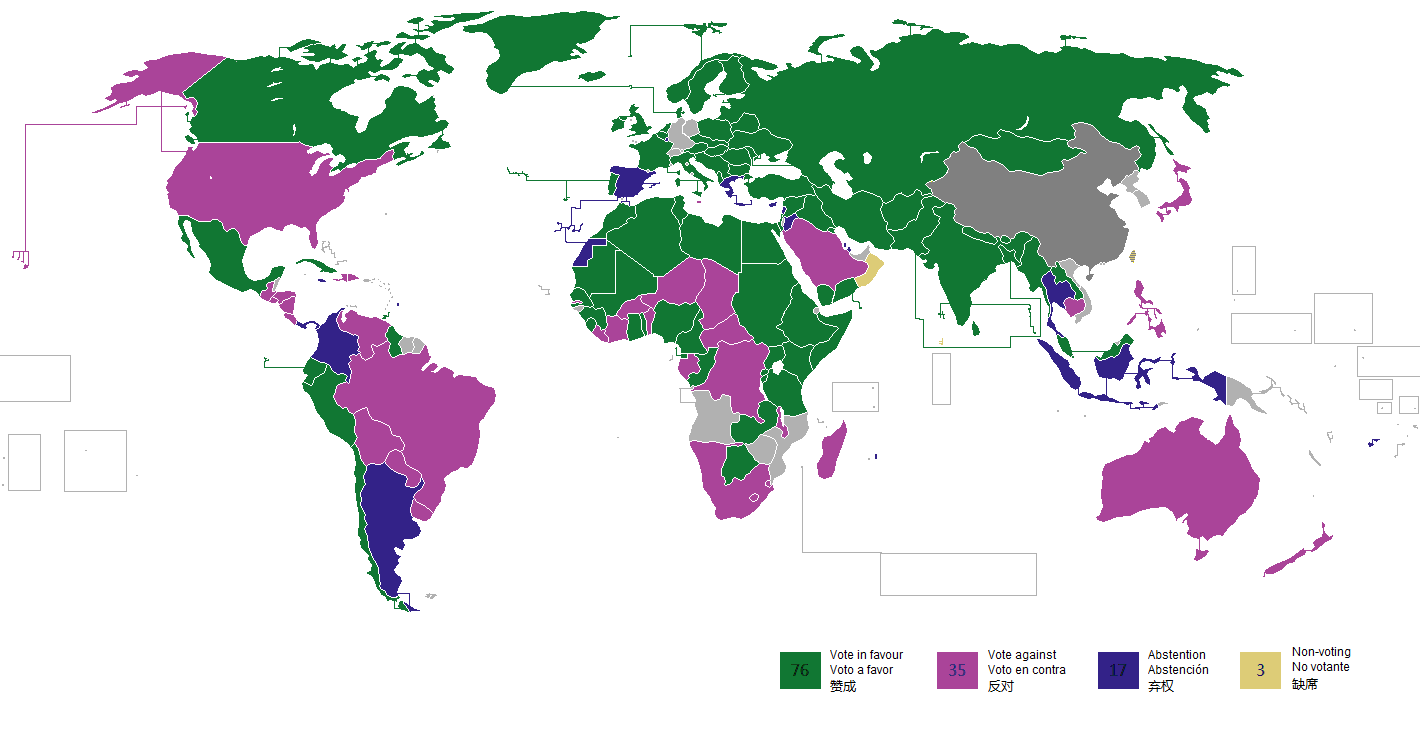
藍色國家表示在1971年的投票中對於中華民國續留聯合國一案棄權，即《聯合國大會2758號決議》，其中包括約旦。

1957年8月12日，中華民國與約旦建立大使級外交關係。於首都安曼設立中華民國駐約旦哈希姆王國大使館，並派駐大使（由駐伊拉克大使兼任）。由於時任約旦國王胡笙曾任空軍飛行員，中華民國所派駐大使亦多有軍方背景，其中陳嘉尚、王叔銘、陳衣凡均曾任空軍總司令軍職。
1958年5月14日，約旦和伊拉克王國協議成立阿拉伯联邦，改任駐阿拉伯聯邦大使。7月14日，伊拉克发生政变，阿拉伯复兴社会党推翻哈希姆王朝后，新的伊拉克政府承认中华人民共和国，阿拉伯聯邦解體。9月4日，改回駐約旦大使。
1958年，於首都臺北設立約旦哈希姆王國駐中華民國大使館，10月，派駐大使。
1959年3月10日，約旦國王胡笙抵台訪問，並會晤中華民國總統蔣中正。
1977年4月14日，約旦與中華民國斷交。5月26日，關閉大使館。
1990年11月9日，約旦王儲哈山與王妃莎瓦抵台訪問，期間會見中華民國總統李登輝、行政院長郝柏村、外交部長錢復等官員，並與台灣財經人士會談。
1991年5月16日，約旦國王第二順位繼承人阿布杜拉親王抵臺訪問。之後亦數次造訪。
1991年6月18日，約旦眾議院財政暨經濟委員會主席安素爾、9月24日，阿里親王之王妃葦吉丹相繼抵台訪問。
1994年、1995年、1997年，約旦在聯合國大會的總辯論中，提出「會籍普遍化原則」，間接呼應中華民國參與聯合國。
1995年4月2日，總統李登輝抵達約旦首都安曼，展開中東之旅第二站的非正式訪問行程。
1998年2月，中華民國副總統連戰前往約旦訪問。
1999年2月11日，中華民國立法院副院長饒穎奇以總統特使身分率團前往約旦，弔唁國王胡笙逝世並祝賀新王阿布杜拉登基，特使團也獲得新王接見。

### 代表機構
1977年5月15日，中華民國在安曼設立駐約旦遠東商務處（Far East Commercial Office Amman, Hashemite Kingdom of Jordan）；11月25日，約旦在臺北設立約旦商務辦事處（The Jordanian Commercial Office）。
1992年3月25日，遠東商務處更名為中華民國（臺灣）商務辦事處（Commercial Office of the Republic of China（Taiwan）），4月16日正式運作。是少數在無邦交國使用中華民國國號的駐外機構。
2018年4月27日，中華民國外交部發言人李憲章表示，約旦政府自2017年中，受中國大陸外交部門強力施壓，要求駐處更名，約旦於是請駐處更名為駐約旦臺北經濟文化辦事處（Taipei Economic and Cultural Office）。

#### 事件
2020年2月，對於2019冠状病毒病疫情在全球擴散，約旦商務辦事處公告暫停兩岸四地旅客入境，中華民國外交部透過駐約旦臺北經濟文化辦事處向約旦政府查證，也與約旦駐臺代表聯繫，說明臺灣防疫狀況，後瞭解約旦公安署並沒有對臺灣人進行限制，約旦商務辦事處亦將公告撤回。

## 經濟

### 貿易
| 年分 | 貿易總額    | 貿易總額 | 貿易總額 | 出口至約旦  | 出口至約旦 | 出口至約旦 | 自約旦進口 | 自約旦進口 | 自約旦進口 | 順逆差 |
| 年分 | 金額        | 年增減   | 排名     | 金額        | 年增減     | 排名       | 金額       | 年增減     | 排名       | 順逆差 |
| ---- | ----------- | -------- | -------- | ----------- | ---------- | ---------- | ---------- | ---------- | ---------- | ------ |
| 2017 | 428,780,062 | ▲10.7%   | 58       | 369,671,103 | ▲14.8%     | 43         | 59,108,959 | ▼9.1%      | 77         | 順差▲  |
| 2018 | 389,651,979 | ▼9.1%    | 61       | 318,114,245 | ▼13.9%     | 47         | 71,537,734 | ▲21.0%     | 75         | 順差▼  |
| 2019 | 368,052,182 | ▼5.5%    | 57       | 302,063,924 | ▼5.0%      | 45         | 65,988,258 | ▼7.8%      | 75         | 順差▼  |
| 2020 | 306,964,785 | ▼16.6%   | 60       | 247,071,492 | ▼18.2%     | 46         | 59,893,293 | ▼9.2%      | 79         | 順差▼  |
| 2021 | 399,149,795 | ▲30.0%   | 62       | 312,356,715 | ▲26.4%     | 47         | 86,793,080 | ▲44.9%     | 81         | 順差▲  |
| 2022 | 385,983,703 | ▼3.3%    | 66       | 300,260,372 | ▼3.9%      | 51         | 85,723,331 | ▼1.2%      | 79         | 順差▼  |
| 2023 | 293,133,815 | ▼24.1%   | 65       | 221,018,146 | ▼26.4%     | 52         | 72,115,669 | ▼15.9%     | 79         | 順差▼  |
| 2024 | 201,325,228 | ▼31.3%   | 71       | 162,280,965 | ▼26.6%     | 54         | 39,044,263 | ▼45.9%     | 87         | 順差▼  |

2023年的兩國貿易項目如下：
出口至約旦的前10大項目為：其他針織或鉤針織品；針織品或鈎針織品，其寬度超過30公分，且含彈性紗或橡膠線重量在5%及以上；酚或酚醇；合成纖維絲紗梭织物；苯乙烯之聚合物；轉印紙；小客車與其他主要設計供載客之機動車輛；拉鏈及其零件；不鏽鋼扁軋製品；機動車輛所用之零件與附件等。
自約旦進口的前10大項目為：酚或酚醇之鹵化、磺化、硝化或亞硝化衍生物；天然磷酸钙、磷酸铝钙與磷酸鹽白堊；鉀肥；針織或鉤針織T恤、汗衫與；無機酸類與非金属元素之無機氧化合物；男用或男童用服飾；铜廢料與碎屑；女用或女童用服飾；醫藥製劑；殺蟲劑、殺鼠劑、殺菌劑、消毒劑、除草剂、抑芽劑、植物生長調節劑與類似產品等。

### 投資
根據中華民國經濟部投資審議司統計，截至2023年6月，臺商赴約旦總投資金額為5,990萬美元，計有7件；約旦赴臺灣總投資金額為2,321萬美元，計有67件。
在約旦的臺灣僑民以在臺商的成衣廠任職主管或幹部，以及因婚姻归化的中華民國籍女性為主，總計約百餘人。截至2022年，有富綠、國華、廣越、立肯等5家紡織廠，1家布料整修廠、1家LED組裝廠、1家智慧教育公司等8家在約旦營業。臺商僱用員工人數約6,500人，所生產成衣絕大部分銷往美国，出口金額占約旦成衣外銷總額約28%。因約旦政府陸續調增基本薪資，致使臺商與其他外商營運成本大幅上升，2008年有2家、2010年有1家、2016年有1家臺商自合格工業區（QIZs）撤資關廠。另臺商在約旦有1家餐馆，但其投資金額有限。

### 其他
2017年成立約旦臺灣商會，另外有中華民國旅約旦僑胞聯誼會。在約旦則無臺灣的金融機構。

## 交流

### 軍事
1966年，約旦提出了請中華民國空軍訓練約旦飛行員的要求，並開始派遣軍事人員赴台灣空軍基地秘密培訓。1972年5月，前空軍總司令王叔銘任駐約旦大使。1974年，中華民國空軍派出兩名上校軍官前往約旦擔任軍事顧問和高級戰術教官。1975年，前空軍總司令陳衣凡任駐約旦大使。此外，中華民國派遣一個軍事教練小組赴約旦，進行戰鬥機基本戰術訓練教學，同時地勤人員也跟進。1977年，約旦與中華民國斷交，但之後兩國仍有軍事交流。

### 教育
中華民國教育部、外交部、財團法人國際合作發展基金會（國合會）每年提供獎學金名額，給約旦學生前往台灣研讀華語文，取得學士或碩、博士學位；約旦每年亦提供獎學金，給台灣學生赴約旦研讀阿拉伯文、取得碩士或博士學位。約旦留學生並成立「安曼留臺校友會」。國合會也派遣華語文教師在約旦部分大學與機構開設正體中文課程班並宣揚台灣文化。

### 援助
1999年9月21日，台灣發生大地震，約旦國王阿布杜拉致電中華民國總統李登輝表達關切。10月13日，派遣專機運送帳篷、睡袋、毛毯、嬰兒食品及藥品等救濟物資共15公噸賑災。
2003年4月，中華民國政府提供食米5,000公噸運交至約旦，作為救濟伊拉克難民與協助約旦政府因應「美伊戰爭」影響而產生的國內需求。
國合會與美慈組織（Mercy Corps）合作於2014年12月執行「北約旦水井修復計畫」，規劃修復現有2口井之可用性和供水能力，提供當地敘利亞難民清潔用水，直接受益人數達43,500人。也支持約旦境內敘利亞難民營執行孩童及青少年之心理重建工作、照護敘利亞罹癌難童、約旦邊境河谷掃雷、約旦拉尼婭王后家庭及孩童照護中心等計畫。此外，慈濟基金會、台灣兒童暨家庭扶助基金會（家扶基金會）等機構也在約旦推動慈善工作，定期對偏鄉地區及弱勢家庭發放救濟物資、提供義診服務及照顧幼童生活與教育。
2020年5月，對於2019冠状病毒病疫情在全球擴散，中華民國政府捐贈約旦20萬片醫療級口罩與4組熱像體溫顯示儀，用以協助約旦與當地敘利亞難民營的醫護人員對抗疫情。

### 會展
2018年4月28日，台灣代表團出席約旦第14屆「國際城市節」（International City Festival）文化活動，展覽開幕後，約旦方面受中華人民共和國施壓，派人撤下懸掛的中華民國國旗，但台灣代表團堅決保留桌上型小幅國旗。30日，中華民國外交部對此嚴厲譴責，表示「這不會讓中國變偉大；要讓中國偉大，只有認真看待中華民國獨立存在的事實」。除國旗外，攤位還有一張用阿拉伯文書寫的告示「台灣使館」。

## 協定
| 日期           | 簽署                                                                       | 備註                  |
| -------------- | -------------------------------------------------------------------------- | --------------------- |
| 1957年11月19日 | 《中華民國約旦哈希米德王國友好條約》                                       | 兩國建交 以下簡稱中約 |
| 1961年10月17日 | 《中約文化專約》                                                           |                       |
| 1973年3月11日  | 《中約交換訪問辦法》                                                       | [ 註 6 ]              |
| 1973年3月20日  | 《中約貿易協定》                                                           |                       |
| 1974年9月23日  | 《中約關於興建沙非阿卡巴公路貸款合約》                                     | [ 註 7 ]              |
| 1975年1月3日   | 《中約臨時空運協定》                                                       |                       |
| 1975年8月6日   | 《中約農業技術合作協定》                                                   |                       |
| 1983年6月6日   | 《中約關於共同遵守一九六九年國際船舶噸位丈量公約換文》                     | [ 註 8 ]              |
| 1986年9月4日   | 《中約郵政國際快捷郵件協定》                                               |                       |
| 1989年7月24日  | 《中約科技合作備忘錄》                                                     |                       |
| 2005年8月24日  | 《中約文化與教育合作備忘錄》                                               |                       |
| 2006年9月11日  | 《中華民國（臺灣）商務辦事處與約旦計畫與國際合作部瞭解備忘錄》             |                       |
| 2006年11月     | 《國立台灣藝術大學與約旦大學合作備忘錄》                                   | [ 43 ]                |
| 2007年4月11日  | 《台灣金融監督管理委員會與約旦證管會瞭解備忘錄》                           |                       |
| 2008年7月15日  | 《臺灣金融監督管理委員會與約旦保險監理委員會資訊交換瞭解備忘錄》           |                       |
| 2014年9月17日  | 《臺北市進出口商業同業公會與約旦全國商業總會合作協議書》                   | [ 44 ]                |
| 2015年6月8日   | 《中約雙邊投資促進合作瞭解備忘錄》                                         |                       |
| 2019年10月4日  | 《臺約關於涉及洗錢、相關前置犯罪及資助恐怖主义金融情資交換合作瞭解備忘錄》 | 以下簡稱臺約          |
| 2021年6月16日  | 《中華民國對外貿易發展協會與約旦工業總會合作備忘錄》                       | [ 44 ]                |

## 簽證

持中華民國護照的中華民國國民簽證要求分布圖：入境約旦可以落地簽證／電子簽證。

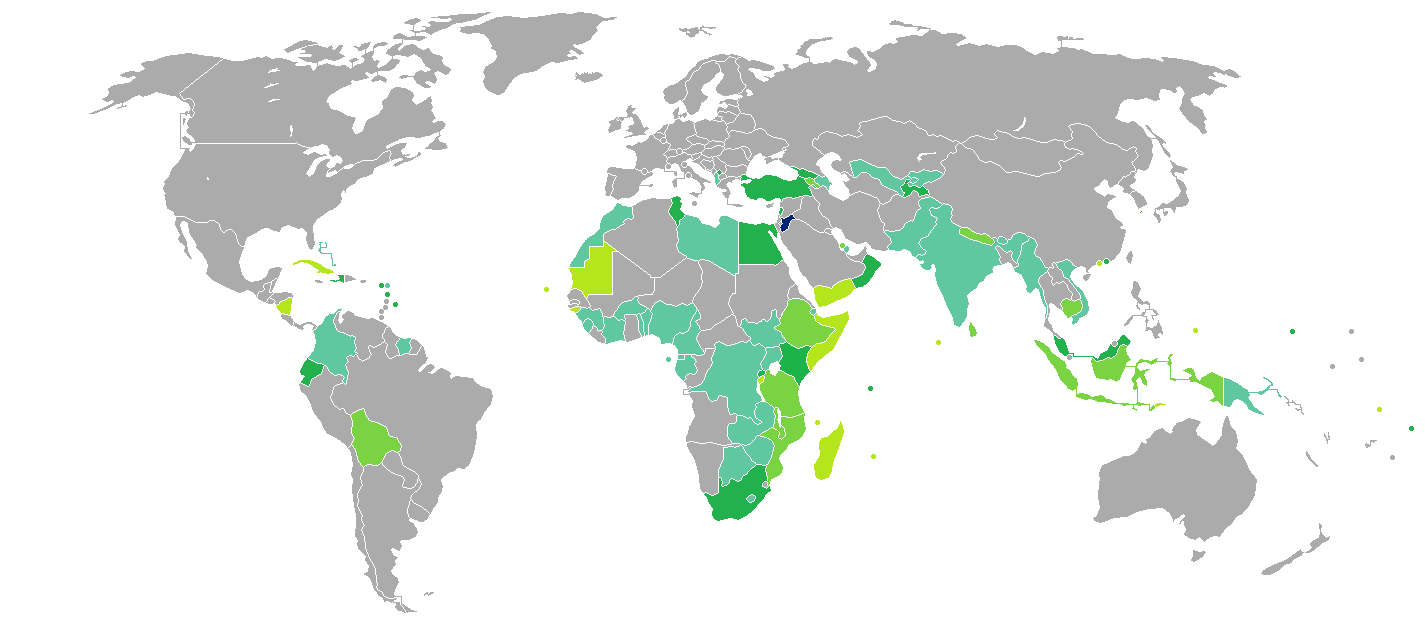
持約旦護照的約旦人口簽證要求分布圖：入境中華民國需要簽證。

兩國國民皆須申請簽證方可入境對方國家。持有中華民國護照的中華民國國民可於抵達首都安曼的阿勒婭王后國際機場申請落地簽證入境約旦，停留最多1個月，亦可至約旦官網申請電子簽證。若經由約旦前往以色列，其邊關可能會不定期關閉。
持有約旦護照的約旦國民抵台參加由中央政府機關主辦、協辦或贊助之國際會議、運動賽事、商展或其他活動，則可以電子簽證入境中華民國，停留最多30天並不得延期。

## 交通

### 航空

#### 客運
兩國無直航班機，可經由（不計航點遠近，截至2023年6月16日）：
- 台北→曼谷、杜拜、伊斯坦堡、倫敦、巴黎、羅馬、米蘭、法蘭克福、阿姆斯特丹、維也納、布拉格（2023年7月18日開航臺北）、紐約、芝加哥、多倫多，再轉機前往約旦的國際機場（英语：List of airports in Jordan）。
- 高雄→曼谷→約旦。

## 外部連結
| - 中華民國外交部－約旦哈希米王國簡介 （页面存档备份，存于） - 駐約旦臺北經濟文化辦事處（Facebook） - 外交部領事事務局－國外旅遊警示分級表 - 中華民國衛生福利部－國際旅遊疫情建議等級 - 中華民國國際經濟合作協會 （页面存档备份，存于） - 約旦家扶中心的Facebook專頁 | - 約旦商務辦事處 （页面存档备份，存于）（Facebook） |